# Балахонов, Яков Филиппович
Я́ков Фили́ппович Балахонов (29 марта 1892, станица Баталпашинская, Кубанская область — 3 марта 1935, Москва) — советский военачальник, герой Гражданской войны, награждён тремя орденами Красного Знамени и Почётным революционным оружием.

## Биография

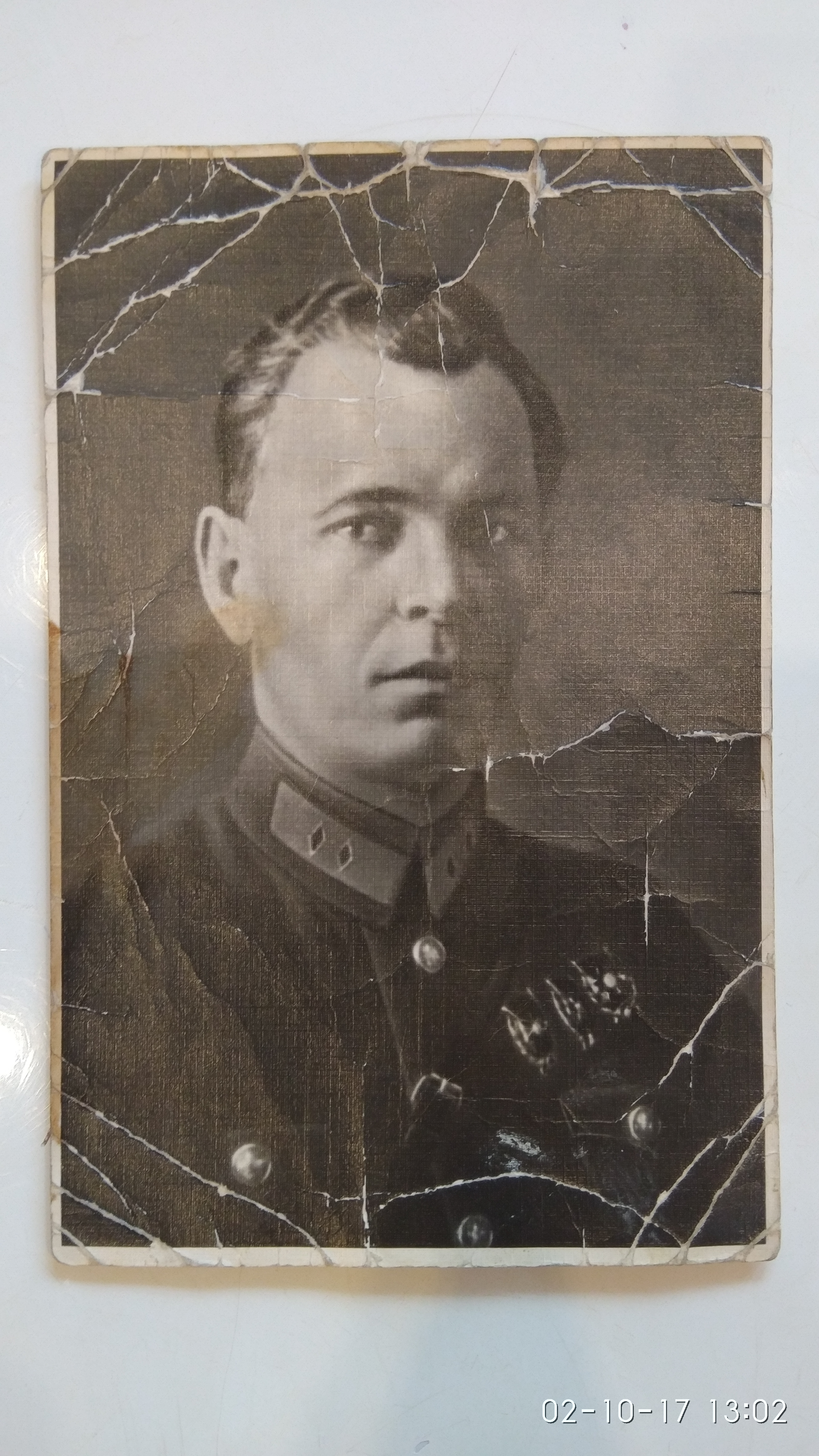
Я. Ф. Балахонов

Родился Яков в станице Баталпашинская Кубанской области в семье мастера-колесника Филиппа Акимовича Балахонова и казачки Ирины Федоровны Сереченковой, переселившейся на Кубань с Дона. В мастерской отца работал с детства.
Во время Первой мировой войны, в 1915 году Я. Ф. Балахонов был призван в армию, служил разведчиком на Кавказском фронте, был направлен на обучение в Тифлисскую школу прапорщиков, выпущен в марте 1917 года прапорщиком и отправлен командиром роты на Юго-Западный фронт.
В конце 1917 года Я. Ф. Балахонов вернулся с фронта. В начале 1918 года казаки разогнали группу фронтовиков, присланных из Екатеринодара для организации советской власти в ст. Баталпашинская; несогласные с этой акцией решили собрать красногвардейский отряд. В феврале 1918 года Я. Ф. Балахонов на станции Невинномысской встретился с ними, ему было предложено принять командование отрядом.
Вскоре 2-й Кубанский революционный отряд был сформирован, в составе отряда насчитывалось около 5 тысяч бойцов. Отряд разгромил казаков у ст. Отрадной, в конце июля 1918 года двинулся на Ставрополь, однако в бою у горы Недреманной наступление отряда было остановлено, вскоре бригада Шкуро захватила ст. Невинномысскую, 2-й Кубанский отряд попал в окружение, вышел с большими потерями. Через два дня при поддержке бронепоезда «Коммунист» отряд вновь отбил ст. Невинномысскую.
С осени 1918 года Я. Ф. Балахонов — командир 9-й колонны 11-й армии, с января по май 1919 года — помощник командира Отдельной стрелковой бригады 11-й армии, с июля 1919 года — командир 1-й стрелковой бригады 33-й Кубанской стрелковой дивизии, с января 1920 года — командир 3-й кавалерийской бригады той же дивизии. В ходе Первого Кубанского похода белогвардейцев, 28 марта 1920 года 3-й кавалерийская бригада участвовала в бою с марковцами в районе ст. Ольгинская. Я. Ф. Балахонов находился в первых рядах атакующих, белогвардейцы были разбиты. В тот же день резервные кавалерийские части врага перешли в контратаку, Я. Ф. Балахонов возглавил объединённую кавалерийскую группу в составе 4-й и 3-й кавалерийских бригад. Умело и быстро маневрируя, группа отбила контратаку, нанеся большой ущерб врагу. За этот бой Я. Ф. Балахонов был награждён орденом Красного Знамени (1920).
Со 2 сентября по 5 ноября 1920 года Я. Ф. Балахонов — командир 5-й Кубанской кавалерийской дивизии (военком — В. Л. Винников-Бессмертный). Командуя дивизией, Балахонов участвовал: в боях под Екатеринодаром с белогвардейцами генерала П. П. Фостикова (сентябрь 1920 года), в рейде по тылам войск Врангеля в ходе Северно-Таврийской операции, затем в освобождении Бердянска, Геническа, Мелитополя (октябрь 1920 года), в Перекопско-Чонгарской операции, в ходе которой освобождал Керчь и Феодосию (ноябрь 1920 года). За рейд в ходе Северо-Таврийской операции дивизия была награждена Почётным революционным знаменем (1921), Я. Ф. Балахонов — вторым орденом Красного Знамени (1921); за освобождение Мелитополя Балахонов был награждён Почётным революционным оружием (1921).
С ноября 1920 года по август 1921 года командовал 3-м стрелковым корпусом, с 18 августа по 12 ноября 1921 года — 16-й кавалерийской дивизией. Командуя дивизией, руководил уничтожением банд на Кубани в районе Минеральных Вод и Ессентуков.
В 1922—1924 годах Я. Ф. Балахонов — облвоенком Карачаево-Черкесской автономной области, одновременно заместитель председателя облисполкома, в 1924—1928 годах учился в Академии им. Фрунзе.
В 1928 году Я. Ф. Балахонов по состоянию здоровья переведён на административно-хозяйственную работу, работал в оборонной промышленности, в 1933—1935 годах — директор военного авиационного завода № 41 в Москве.
Умер Яков Филиппович Балахонов от разрыва сердца в 1935 году прямо в рабочем кабинете. Похоронен на родине, в Черкесске, с большими почестями.

## Семья
Сын — Николай Яковлевич Балахонов.

## Награды
- три Ордена Красного Знамени — 10.09.1920 (Приказ РВСР № 437)[3]; 5.02.1921 (Приказ РВСР № 41)[3]; 1928 — за активное участие в уничтожении банд на Кубани и в связи с 10-летием РККА.
- Почётное революционное оружие — 2.02.1921 (Приказ РВСР № 37)[3]

## Память

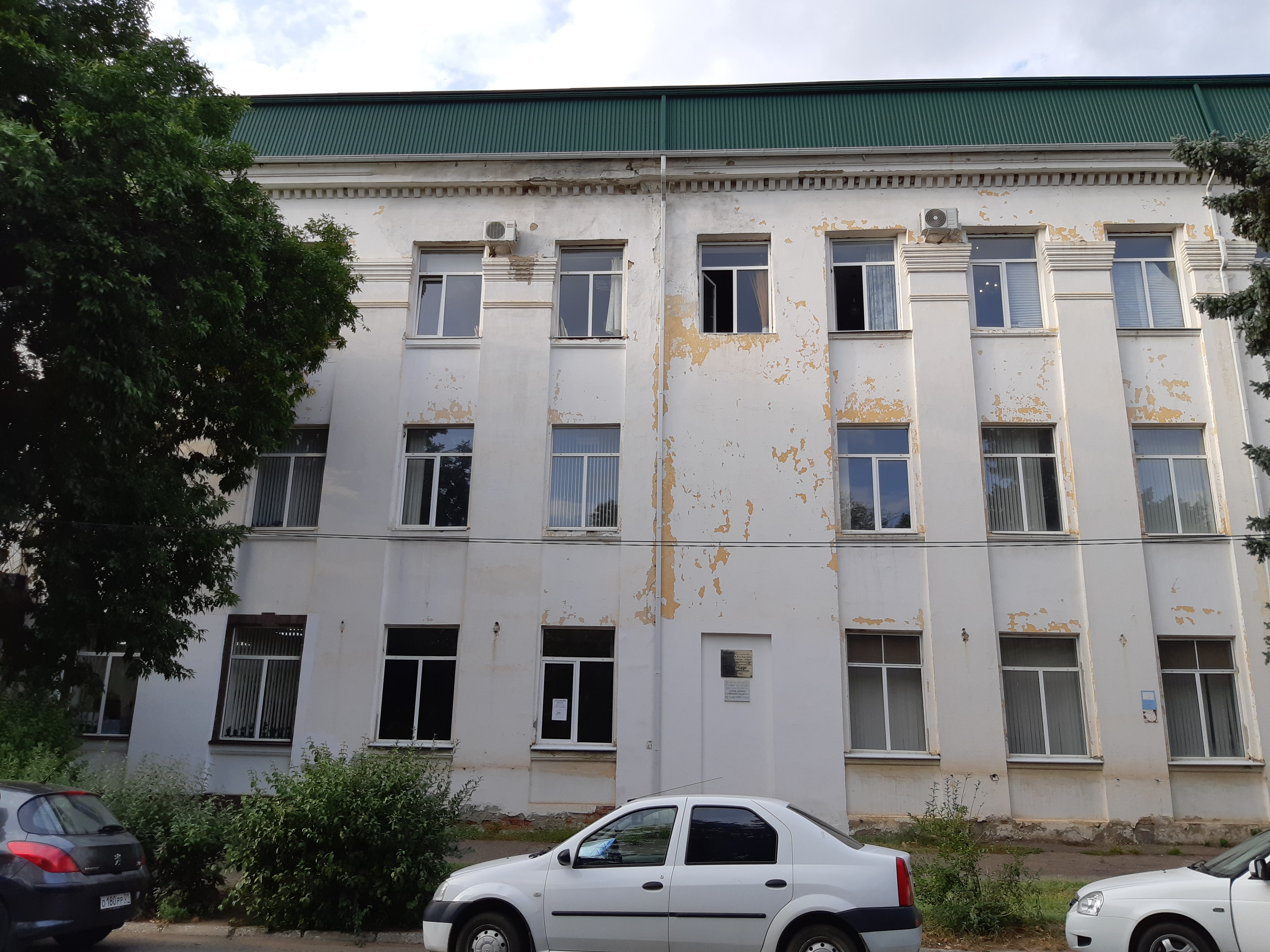
Здание, где располагался штаб 3-й отдельной кавалерийской бригады под командованием Я. Ф. Балахонова

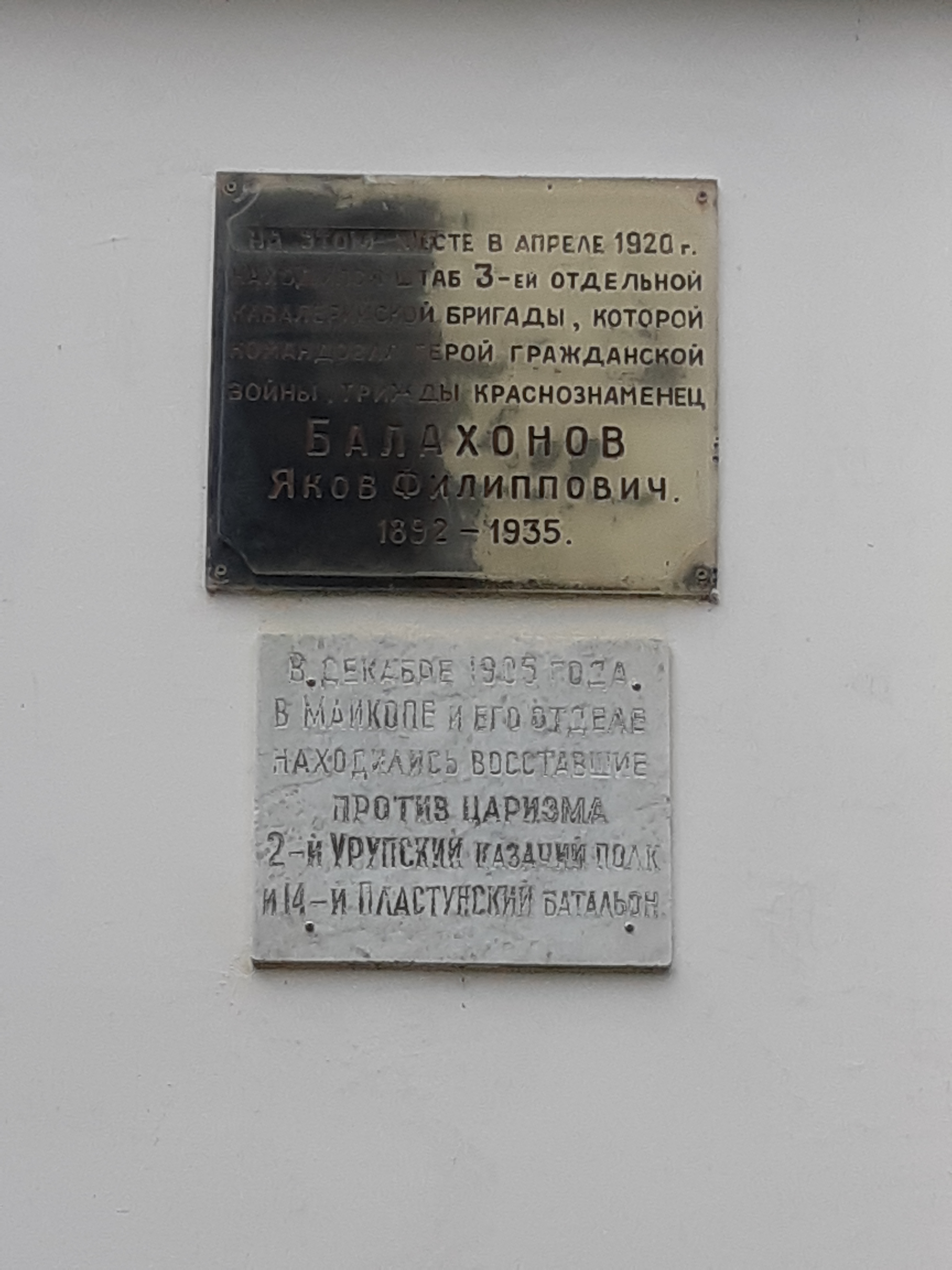
Мемориальная доска Я. Ф. Балахонову

- В Майкопе на здании, где располагался штаб 3-й отдельной кавалерийской бригады под командованием Я. Ф. Балахонова, установлена мемориальная доска Герою.
- В 1962 году село Богословское было переименовано в Балахоновское — с апреля по июнь 1918 года там находился штаб Ф. Я. Балахонова, в селе установлен бюст Балахонова, позднее колхозу этого села было присвоено имя Балахонова.
- На месте захоронения Я. Ф. Балахонова в Парке Победы Черкесска установлен бюст Балахонова, в Черкесске его именем названы улица и школа.
- Именем Балахонова названы многие улицы и школы Ставрополья, в том числе улицы в Ставрополе, Невинномысске, Ессентуках, Усть-Джегуте, Карачаевске, ст. Отрадной, с. Кочубеевском, ст. Барсуковской, с. Новоблагодатном, с. Надзорном, п. Кавказском и п. Эльбрусском